# Margarethakerk (Gotha)
De protestantse Margarethakerk  (Duits: Margarethenkirche) is een laatgotische hallenkerk aan de Neumarkt in Gotha, Thüringen, en behoort tot de oudste gebouwen van de stad.

## Geschiedenis

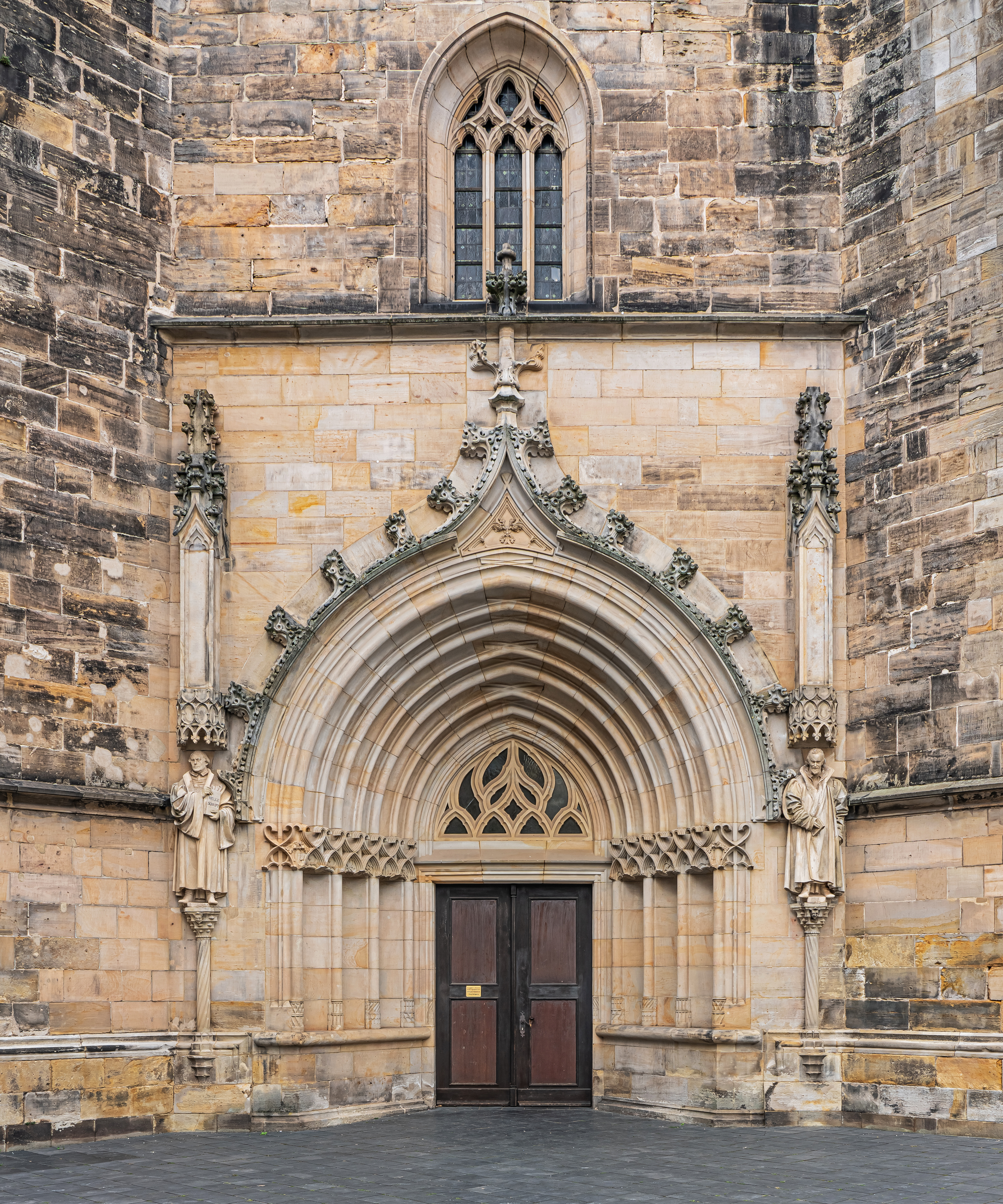
Het gotische hoofdportaal

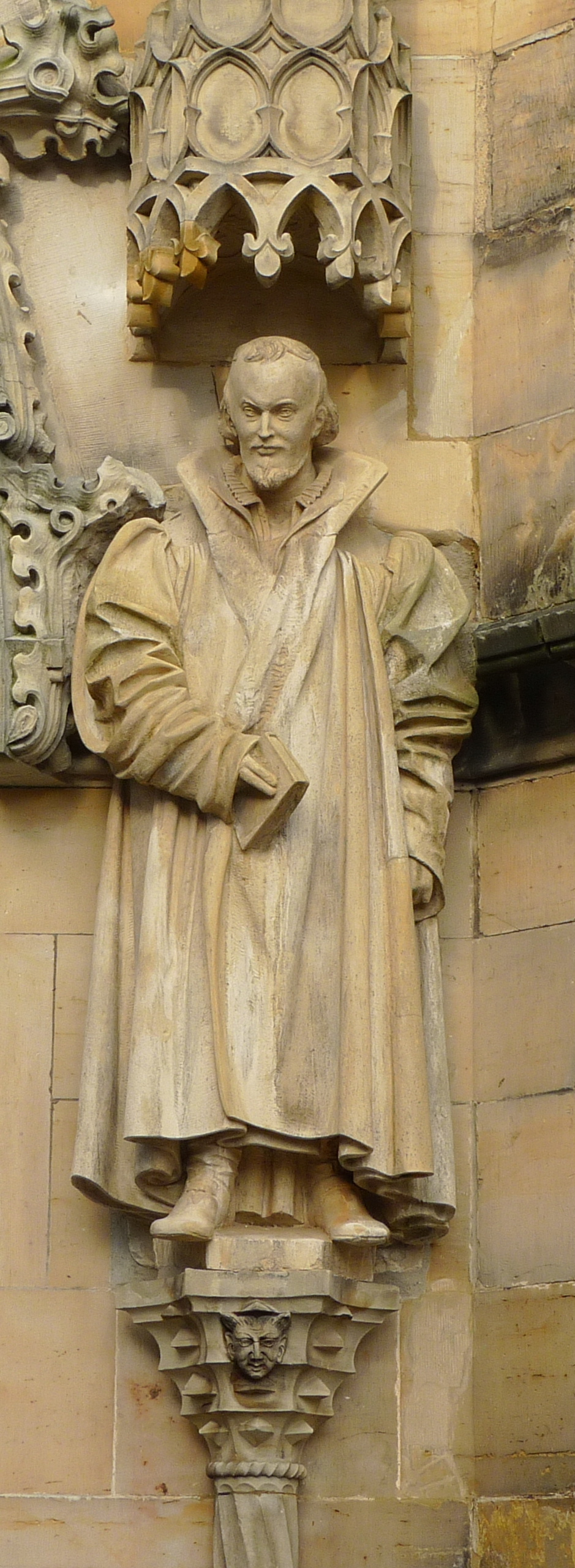
Het beeld van de hervormer Philipp Melanchthon markeert de protestantse signatuur van de kerk

#### Middeleeuwen
Vanaf 1494 werd een begin gemaakt met de stapsgewijze afbraak van de romaanse voorganger uit 1064. Vanuit het oosten werd op de oude fundamenten de huidige laatgotische hallenkerk gebouwd. Het koor en de spitsboogvensters werden met maaswerk gedecoreerd. In verband met de uitbouw van het koor en de sacristie werden de beide oostelijke torens afgebroken en op het westen een nieuwe toren gebouwd.
Al in 1522 deed de reformatie haar intrede in de kerk. De pastoor Johann Langenhan maakte van de Margarethakerk de eerste protestants-lutherse kerk van Gotha. Dit had voor de toren tot gevolg dat de geldgevers van de torenbouw hun financiering stopzetten.
De aanvallen op de kerk en clerus in Gotha die bekend werden onder de naam Pfaffensturm, waren voor Maarten Luther aanleiding om de theoloog en reformator Friedrich Myconius naar Gotha te sturen. Myconius werd in 1524 de eerste superintendent en bracht de reformatie in Gotha weer in goede banen. Aan zijn inzet is het te danken dat de torenbouw in 1531 werd voortgezet en in 1542 werd voltooid.
Op enig moment had Gotha ongeveer evenveel inwoners als Dresden en Leipzig, wat de bouw van deze grote kerk aan de Via Regia van Parijs naar Kiev verklaart. Gotha verloor echter aan betekenis, nadat keurvorst August van Saksen in 1567 in opdracht van de keizer de stad liet belegeren en de vesting liet ontmantelen. Dat de toren van de kerk bewaard bleef is te danken aan het feit dat er bij de verdediging van de stad geen kanonnen op de toren waren gestationeerd. Hongersnood, pest en twee stadsbranden zorgden vervolgens voor een geleidelijk verval van de kerk.

#### Nieuwe periode
Ernst I de Vrome, hertog van Saksen-Gotha, zette zich in voor de wederopbouw van de Margarethakerk, die in 1652 zijn voltooiing vond. In de periode liet de kleinzoon van de hertog, Frederik II, de kerk in de periode 1725-1727 opnieuw verbouwen en pijlers, kansel, galerijen en koor kregen hun barokke uitstraling. In december 1727 werd de kerk in aanwezigheid van het hertogelijk hof, de geestelijkheid van Gotha, de raadsheren, vertegenwoordigers uit het onderwijs en de burgerij ingewijd. Het tegenwoordig zich aan de noordelijk muur bevindende epitaaf voor hertog Ernst I de Vrome werd in 1728 gemaakt.

#### 20e eeuw-heden
In 1904 werden de beelden van Philipp Melanchthon en Maarten Luther van de beeldhouwer Christian Behrens uit Gotha bij het hoofdportaal geplaatst.
De bronzen klokken van de kerk werden in 1917 gevorderd om ze laten omsmelten voor de oorlogsindustrie. Vijf jaar later kreeg de kerk een nieuwe stalen gelui.
Op 10 november 1944 verwoestte een luchtmijn de kerk ernstig. De pastorie en het parochiehuis werden volledig verwoest. Na de oorlog zette predikant Linz zich in de periode 1952-1055 in voor de herbouw van het godshuis. De kerk werd in laatgotische stijl gerestaureerd, zonder de nog aanwezige barokke elementen te verwijderen. Op 21 mei 1961 werd het nieuwe orgel van Alexander Schuke uit Potsdam in gebruik genomen.
Tegen het einde van de jaren 1980 vond er een nieuwe herinrichting van de kerk plaats. Delen van de ruimte werden door glazen wanden afgescheiden, waardoor er een winterkerk ontstond. Door de transparante wanden blijft de gemeente het gevoel houden in een kerk te zijn. Op de eerste adventszondag in 1991 werd de kerk opnieuw ingewijd. Omdat de kerk van 1989-1991 een bouwplaats was, speelde de kerk tijdens de vreedzame revolutie in 1989 in Gotha geen rol. Deze rol werd door de Augustijnerkerk overgenomen, van waaruit vredesbijeenkomsten en demonstraties plaatsvonden.

## Vorstelijke grafkelder
Hertog Ernst de Vrome werd als eerste lid van het Huis Saksen-Gotha-Altenburg in de gewelven onder het altaar bijgezet. Tot de voltooiing van de nieuwe grafkelder op het Slot Friedenstein in 1680 werden de leden van de hertogelijke familie in de kerk ter ruste gelegd. Hieronder bevinden zich de vrouw van Ernst de Vrome, hertogin Elizabeth Sophia, en enkele vroeg overleden kinderen van het hertogelijk paar. Hun epitaaf aan de noordelijke muur werd bij de barokke herinrichting in 1728 door de architect Jeremias Tüttleb en de raadbouwmeester Biedermann gemaakt.
In de kerk rusten ook de in 1772 overleden hertog Frederik III en zijn gemalin hertogin Louise Dorothea, volgens de wens van Louise Dorothea aan de voeten van hertog Ernst en zijn gemalin. Een gepland grafmonument voor Frederik III en Louise Dorothea werd nooit gerealiseerd. De eenvoudige grafzerk die het graf markeerde verdween vermoedelijk bij latere verbouwingen, zodat tegenwoordig in het kerkschip niets meer aan hun rustplaats herinnert.
De grafkelder is niet voor het publiek toegankelijk.